# Elephant Flats
Koordinaten: 60° 42′ S, 45° 37′ W
Die Elephant Flats sind eine schlammige Ebene an der Ostküste von Signy Island im Archipel der Südlichen Orkneyinseln. Sie liegt zwischen der Cemetery Bay und den Marble Knolls.
Das UK Antarctic Place-Names Committee benannte sie 1955 nach den See-Elefanten, welche die Ebene häufig aufsuchen.